# Espectrômetro

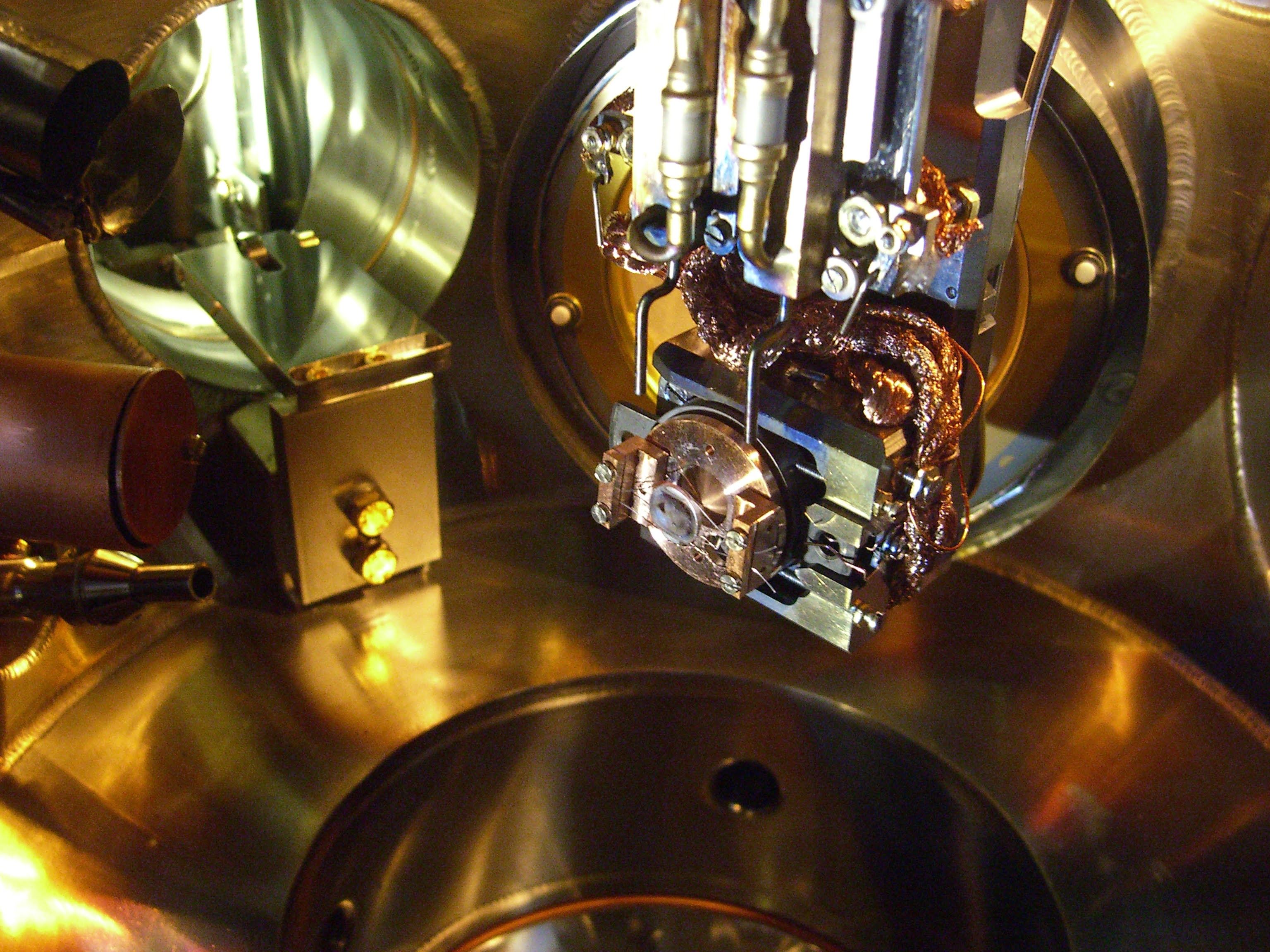
Visão interna de um aparelho de espectroscopia de fotoelétrons excitados por raio-x (XPS).

Espectrômetro é uma nomenclatura que descreve uma grande variedade de instrumentos usados nas áreas de química e física. Estes equipamentos são utilizados para medir a variação de uma característica física em um determinado intervalo, ou seja, um espectro.
Existem diversos tipos de espectrômetros, que podem realizar medidas a partir de diferentes tipos de interação física da matéria. Pode-se citar como exemplos a relação massa/carga no caso do espectrômetro de massa, a variação de frequência de ondas da ressonância nuclear em um RMN, como também a diferença de medida do comprimento de onda na absorção ou emissão de luz em um espectrômetro óptico.
Os primeiros espectrômetros foram usados com o objetivo de separar a luz em uma matriz de cores separadas. Foram elaborados nos primórdios dos estudos de física, astronomia e química. A capacidade de um espectrômetro ser capaz de tanto qualitativamente quanto quantitativamente determinar a composição química de uma substância desconhecida fomentou seu avanço tecnológico e continua sendo o seu principal uso atualmente. O principal mecanismo envolvido no funcionamento dos espectrômetros é a separação de partículas, átomos e moléculas pela sua massa, momento ou energia. Os espectrômetros também são utilizados na área astronômica para analisar a composição química de planetas e estrelas, e até mesmo coletando dados sobre a origem do próprio universo.[carece de fontes?]

## Resolução dos equipamentos
Geralmente, a resolução de um instrumento fornece a informação de quão bem duas medidas próximas (comprimentos de onda, frequências, energias ou massas) podem ser resolvidas. Geralmente, para um instrumento com fendas mecânicas, maior resolução significa menor intensidade.

## Tipos de espectrômetros
- Espectrômetros de absorção e emissão óptica
- Espectrometro de absorção e emissao atômica
- Espectrômetros eletromagnéticos (raios gama, raios-X, UV-VIS, infravermelho e radiofrequência)
- Espectrômetro de massa
- Espectrômetro de tempo de voo